# Гілянчук Юрій Володимирович
Ю́рій Володи́мирович Гілянчу́к (1985—2023) — солдат Збройних сил України, учасник російсько-української війни, що відзначився у ході російського вторгнення в Україну. Герой України (посмертно).

## Життєпис
Народився 22 січня 1985 року в с. Мощаниця Рівненського району Рівненської області. Після закінчення Мощаницької школи навчався в Острозькому профтехучилищі. У 2017 брав участь в АТО на сході України.
З початком російського вторгнення в Україну добровільно став до лав ЗСУ. Служив солдатом у складі 110-ої окремої механізованої бригади імені генерал-хорунжого Марка Безручка.
Загинув 15 травня 2023 року поблизу м. Авдіївки Донецької області.
Поховано в с. Мощаниця Рівненського району поруч зі Свято-Троїцьким храмом.

## Нагороди
- звання «Герой України» з удостоєнням ордена «Золота Зірка» (2024, посмертно) — за особисту мужність і героїзм, виявлені у захисті державного суверенітету та територіальної цілісності України, самовіддане служіння Українському народові[2].